# Nabil Taïder
Pour les articles homonymes, voir Taïder.
Nabil Taïder (arabe : نبيل تايدر), né le 26 mai 1983 à Lavaur dans le Tarn, est un footballeur international tunisien évoluant au poste de milieu défensif.

## Biographie

### En club

#### Jeunesse et formation
Il commence le football à l'âge de six ans au Castres FC. Repéré dans les équipes de jeunes du Castres FC par Erick Mombaerts, il intègre le centre fédéral de préformation de Castelmaurou à l'âge de treize ans.

#### Pitchouns du TFC
Il entre ensuite au centre de formation du Toulouse Football Club (TFC) en 1999, puis voit le club descendre en National lors de la saison 2000-2001 de Division 1 à la suite de problèmes financiers, qui ont enclenché une relégation administrative en supplément de la relégation sportive après la 17e place finale (la Division 1 comptait 18 clubs à l'époque).
Dos au mur financièrement et repartant de la troisième division nationale, le club toulousain se sépare de la plupart de ses joueurs pour se donner de l'air et décide de repartir avec les jeunes de son centre de formation, surnommés les « pitchouns ». Nabil Taïder en fait partie et saisit cette occasion pour lancer sa carrière en professionnel.
À la fin de la saison 2001-2002, il est promu in extremis avec le TFC en Ligue 2, en conséquence de la 4e place du club en championnat. La saison suivante, Taïder est sacré champion de France de Ligue 2 avec les « pitchouns » du TFC, synonyme de promotion en Ligue 1.

#### Ligue 1 avec le TFC
Le 2 août 2003, il dispute son premier match en Ligue 1 avec Toulouse lors de la réception du RC Strasbourg pour le compte de la 1re journée de la saison 2003-2004. Le 29 janvier 2005, lors de la 24e journée de Ligue 1, il inscrit l'unique but de la défaite à domicile du TFC face à l'Olympique de Marseille (1-3), son premier en Ligue 1.

#### Départ de Toulouse et difficultés
Le 9 janvier 2010, il rejoint le club turc de Sivasspor. Le 7 septembre 2010, il décide de quitter Sivasspor, n'ayant pas été payé par le club turc depuis plus de trois mois. À la recherche d'un nouveau contrat, il passe notamment un essai avec le Grenoble Foot 38.
Il signe avec le club tunisien de l'Étoile sportive du Sahel en janvier 2012 puis, en 2013, avec le Calcio Côme, un club de troisième division italienne, où il reste six mois.
Le 23 août 2013, il signe un contrat d'un an au Parme FC, club de Serie A italienne, qui le prête dans la foulée au club slovène du ND Gorica, qui lui est affilié.

### En sélection
Il est appelé en sélection nationale tunisienne à l'occasion d'un match amical face à la Côte d'Ivoire le 12 août 2009 à Sousse. Il inscrit son premier but en sélection nationale face au Nigeria à Abuja le 6 septembre 2009, dans le cadre des qualifications combinées pour la CAN 2010 et la coupe du monde 2010.

### Vie privée
Nabil Taïder est né le 26 mai 1983 à Lavaur, d'un père tunisien et d'une mère algérienne. Son petit frère, Saphir Taïder, est international algérien.

## Statistiques
| Saison                | Club                   | Championnat           | Championnat | Championnat | Coupe nationale | Coupe nationale | Coupe de la Ligue | Coupe de la Ligue | Tunisie | Tunisie | Total | Total |
| Saison                | Club                   | Division              | M.          | B.          | M.              | B.              | M.                | B.                | M.      | B.      | M.    | B.    |
| 2001-2002             | Toulouse FC            | National              | 32          | 1           | 1               | 0               | -                 | -                 | -       | -       | 33    | 1     |
| 2002-2003             | Toulouse FC            | Ligue 2               | 30          | 1           | 2               | 0               | 1                 | 0                 | -       | -       | 33    | 1     |
| 2003-2004             | Toulouse FC            | Ligue 1               | 28          | 0           | 3               | 0               | -                 | -                 | -       | -       | 31    | 0     |
| 2004-2005             | Toulouse FC            | Ligue 1               | 36          | 2           | 2               | 1               | 1                 | 0                 | -       | -       | 39    | 3     |
| 2005-2006             | Toulouse FC            | Ligue 1               | 15          | 0           | 1               | 1               | 2                 | 0                 | -       | -       | 18    | 1     |
| 2006-2007             | Toulouse FC            | Ligue 1               | 5           | 0           | -               | -               | 2                 | 0                 | -       | -       | 7     | 0     |
| Sous-total            | Sous-total             | Sous-total            | 146         | 4           | 9               | 2               | 6                 | 0                 | -       | -       | 161   | 6     |
| 2006-2007             | FC Lorient (prêt)      | Ligue 1               | 11          | 1           | -               | -               | -                 | -                 | -       | -       | 11    | 1     |
| Sous-total            | Sous-total             | Sous-total            | 11          | 1           | -               | -               | -                 | -                 | -       | -       | 11    | 1     |
| 2007-2008             | Stade de Reims         | Ligue 2               | 24          | 3           | 3               | 0               | -                 | -                 | -       | -       | 27    | 3     |
| Sous-total            | Sous-total             | Sous-total            | 24          | 3           | 3               | 0               | -                 | -                 | -       | -       | 27    | 3     |
| 2008-2009             | Skoda Xanthi           | Super League          | 24          | 2           | 1               | 1               | -                 | -                 | -       | -       | 25    | 3     |
| 2009-2010             | Skoda Xanthi           | Super League          | 5           | 0           | 1               | 0               | -                 | -                 | 4       | 1       | 10    | 1     |
| Sous-total            | Sous-total             | Sous-total            | 29          | 2           | 2               | 1               | -                 | -                 | 4       | 1       | 35    | 4     |
| 2009-2010             | Sivasspor              | Süper Lig             | 8           | 0           | 2               | 0               | -                 | -                 | -       | -       | 10    | 0     |
| Sous-total            | Sous-total             | Sous-total            | 8           | 0           | 2               | 0               | -                 | -                 | -       | -       | 10    | 0     |
| 2011-2012             | Étoile du Sahel        | LP 1                  | 9           | 0           | -               | -               | -                 | -                 | -       | -       | 9     | 0     |
| Sous-total            | Sous-total             | Sous-total            | 9           | 0           | -               | -               | -                 | -                 | -       | -       | 9     | 0     |
| 2012-2013             | Calcio Côme            | Lega Pro 1            | -           | -           | -               | -               | -                 | -                 | -       | -       | 0     | 0     |
| Sous-total            | Sous-total             | Sous-total            | -           | -           | -               | -               | -                 | -                 | -       | -       | 0     | 0     |
| 2013-2014             | Parme FC               | Serie A               | -           | -           | -               | -               | -                 | -                 | -       | -       | 0     | 0     |
| 2013-2014             | ND Gorica (prêt)       | Prva Liga             | 2           | 0           | 1               | 0               | -                 | -                 | -       | -       | 3     | 0     |
| 2013-2014             | Lokomotiv Sofia (prêt) | Parva Liga            | 3           | 0           | -               | -               | -                 | -                 | -       | -       | 3     | 0     |
| 2014-2015             | ND Gorica (prêt)       | Prva Liga             | 11+1        | 2+0         | -               | -               | -                 | -                 | -       | -       | 12    | 2     |
| Sous-total            | Sous-total             | Sous-total            | 17          | 2           | 1               | 0               | -                 | -                 | -       | -       | 18    | 2     |
| Total sur la carrière | Total sur la carrière  | Total sur la carrière | 244         | 12          | 17              | 3               | 6                 | 0                 | 4       | 1       | 271   | 16    |

## Palmarès
- Champion de France de Ligue 2 en 2003 avec le TFC